# Afghanistan ai Giochi della XXIV Olimpiade
L'Afghanistan partecipò ai Giochi della XXIV Olimpiade, svoltisi a Seul, Corea del Sud, dal 17 settembre al 2 ottobre 1988, con una delegazione di 5 atleti, tutti iscritti alle gare di lotta.